# Mund (droit)
Pour les articles homonymes, voir Mund.
Dans le droit des peuples germaniques de l'Antiquité et du haut Moyen Âge, le mund (du proto-germanique *mundō (« protection »), latinisé en mundium ou mundeburdium, qui donne mainbour en français) est la puissance de protection que certains individus exercent sur d'autres : un roi sur son peuple, un puissant sur un faible, un père sur son enfant, un mari sur sa femme. D'origine païenne, c'est à la fois un droit et un devoir.
Lors du mariage, le mund est remis par le père de la mariée au marié.
En cas de décès du détenteur du mund sur une femme, celui-ci est transmis aux frères ou à l'héritier mâle le plus proche.
Il ne faut pas le confondre avec le ban (bannus, i), le pouvoir d'ordonner et de contraindre, ni avec le heil, la force divine qui habite le chef.